# Trabajo del hogar en México
El trabajo del hogar o trabajo doméstico en México es la forma para referirse tanto al trabajo remunerado o no remunerado en el ámbito de un hogar. Las personas trabajadoras domésticas realizan distintas actividades como limpieza, preparación de alimentos, lavado y planchado, cuidados a personas adultas mayores o enfermas, atención infantil, conducción, entre otras. Cuando el trabajo doméstico no es remunerado se considera un subsidio dentro del sistema económico. De acuerdo con la Encuesta Nacional de Ocupación y Empleo (ENOE) del Instituto Nacional de Estadística y Geografía en 2023 nueve de cada diez personas dedicadas al trabajo doméstico eran mujeres.
Pese a que el concepto de economía del cuidado data de los años setenta por parte del movimiento feminista, es hasta el 1° de mayo del 2019 cuando se realizó una reforma legislativa y se añadió la denominación del término Trabajadores del Hogar en el capítulo XIII en la Ley Federal del Trabajo.

## Remunerado
Hay personas que reciben un pago por realizar dichas tareas de entrada por salida (cuando no se duerme en la casa de los empleadores) o de planta (cuando se duerme en la casa donde se trabaja). En este caso se incluyen también las actividades externas al hogar como puede ser jardinería, vigilancia, portería, conducción, etcétera.
La misma ENOE había 2.5 millones de personas de 15 años y más ocupadas en trabajo doméstico remunerado, cifra que representó 4.2% del total de personas ocupadas en México. También se muestra que 69.5% de las personas remuneradas no recibió ningún tipo de prestación laboral. 
Según un estudio cuantitativo de la Secretaría de Gobernación y el Consejo Nacional para Prevenir la Discriminación, en 2014,  se encontró que el 81% se emplea en el trabajo doméstico por necesidad económica y factores de pobreza.